# Shiningserien
Shining (シャイニング Shainingu?) är en serie datorrollspel utvecklade av Sega och utgivna från 1991 och framåt.

## Spel

### Huvudserien
| Titel                                          | Släppår |
| ---------------------------------------------- | ------- |
| Shining in the Darkness                        | 1991    |
| Shining Force                                  | 1992    |
| Shining Force Gaiden                           | 1992    |
| Shining Force: The Sword of Hajya              | 1993    |
| Shining Force II                               | 1993    |
| Shining Force CD                               | 1994    |
| Shining Force Gaiden: Final Conflict           | 1995    |
| Shining Wisdom                                 | 1995    |
| Shining the Holy Ark                           | 1996    |
| Shining Force III Scenario 1                   | 1997    |
| Shining Force III Scenario 2                   | 1998    |
| Shining Force III Scenario 3                   | 1998    |
| Shining Force III Premium Disk                 | 1998    |
| Shining Soul                                   | 2002    |
| Shining Soul II                                | 2003    |
| Shining Force: Resurrection of the Dark Dragon | 2004    |
| Shining Tears                                  | 2004    |
| Shining Force Neo                              | 2005    |
| Shining Road to the Force                      | 2005    |
| Shining Force Chronicle I                      | 2005    |
| Shining Force Chronicle II                     | 2005    |
| Shining Road Priestess of the Dark Dragon      | 2006    |
| Shining Force Chronicle III                    | 2006    |
| Shining Force EXA                              | 2007    |
| Shining Wind                                   | 2007    |
| Shining Force EXA Mobile                       | 2007    |
| Shining Wind X                                 | 2008    |
| Shining Force Feather                          | 2009    |
| Shining Force Cross                            | 2009    |
| Shining Force Cross Raid                       | 2010    |
| Shining Hearts                                 | 2010    |
| Shining Blade                                  | 2012    |
| Shining Force Cross Elysion                    | 2012    |
| Shining Ark                                    | 2013    |
| Shining Force Cross Exlesia                    | 2013    |
| Blade Arcus from Shining                       | 2014    |
| Shining Resonance                              | 2014    |

### Fotnoter
1. ↑  ”Shining Force series” (på engelska). Mobygames. http://www.mobygames.com/game-group/shining-force-series. Läst 9 maj 2015.